# ジョシュ・ブラウンヒル
ジョシュ・ブラウンヒル（Josh Brownhill, 1995年12月19日 - ）は、イングランドのサッカー選手。バーンリーFC所属。ポジションはMF。

## 経歴
2013年1月9日にプロデビュー。
2016年1月14日、バーンズリーFCに期限付き移籍。
2016年6月2日、ブリストル・シティFCの2年契約で移籍した。
2020年1月30日、バーンリーFCに移籍した。

## タイトル
バーンズリー
- EFLトロフィー：2015-16

バーンリー
- EFLチャンピオンシップ：2022-23